# Puchar Świata w narciarstwie alpejskim 2005/2006
Sezon 2005/2006 Pucharu Świata w narciarstwie alpejskim rozpoczął się 22 października 2005 we austriackim Sölden, a zakończył 19 marca 2006 w szwedzkiej miejscowości Åre. Była to 40. edycja pucharowej rywalizacji. Rozegrano 36 konkurencji dla kobiet (8 zjazdów, 9 slalomów gigantów, 8 supergigantów i 9 slalomów specjalnych i 2 superkombinacje) i 37 konkurencji dla mężczyzn (9 zjazdów, 8 slalomów gigantów, 6 supergigantów, 10 slalomów specjalnych oraz 4 superkombinacje) oraz jedną kombinację drużynową mieszaną.
Puchar Narodów (łącznie) zdobyła reprezentacja Austrii, wyprzedzając USA i Włochy.

## Puchar Świata w narciarstwie alpejskim kobiet
Wśród kobiet najlepszą zawodniczką okazała się Chorwatka Janica Kostelić, która zdobyła 1970 punktów, wyprzedzając Szwedkę Anję Pärson i Austriaczkę Michaelę Dorfmeister.
W poszczególnych klasyfikacjach tryumfowały:
- Michaela Dorfmeister – zjazd
- Janica Kostelić – slalom
- Anja Pärson – slalom gigant
- Michaela Dorfmeister – supergigant
- Janica Kostelić – superkombinacja

## Puchar Świata w narciarstwie alpejskim mężczyzn
Wśród mężczyzn najlepszym zawodnikiem okazał się Austriak Benjamin Raich, który zdobył 1410 punktów, wyprzedzając Norwega Aksela Lunda Svindala i Amerykanina Bode Millera.
W poszczególnych klasyfikacjach tryumfowali:
- Michael Walchhofer – zjazd
- Giorgio Rocca – slalom
- Benjamin Raich – slalom gigant
- Aksel Lund Svindal – supergigant
- Benjamin Raich – superkombinacja

## Puchar Narodów (kobiety + mężczyźni)
- 1.  Austria – 15449 pkt
- 2.  Stany Zjednoczone – 6558 pkt
- 3.  Włochy – 4892 pkt
- 4.  Szwecja – 4729 pkt
- 5.  Szwajcaria – 3967 pkt